# Julieta Zylberberg
Pour les articles homonymes, voir Zylberberg.
Julieta Zylberberg (Buenos Aires, le 4 mars 1983) est une actrice argentine de cinéma, de théâtre et de télévision.

## Carrière

### Carrière à la télévision
Elle a commencé sa carrière dans le programme pour enfants Magazine For Fai, dirigé par Mex Urtizberea.
En 2004 elle a joué dans le premier épisode du feuilleton Culpable de este amor et est apparue dans la mini-série Sangre fría. L'année suivante, elle eut plusieurs rôles dans quelques épisodes de la première saison de Casados con hijos.
En 2006 elle a tourné dans le programme Bendita vida. 
En 2008, elle a joué dans la comédie Una de dos, puis a ensuite effectué un caméo dans la série Aquí no hay quien viva (Argentine).  Cette même année, elle a participé à la mini-série, diffusée à la télévision et sur Internet, Amanda O, jouant la secrétaire personnel de Natalia Oreiro.
En 2009, elle a joué dans Enseñame a vivir.
En 2011  elle a interprété Helen Epstein dans le feuilleton Los únicos.

### Carrière au cinéma
Sa première apparition au cinéma était pour le film La niña santa en 2004. 
Elle joué en  2005 dans le film Géminis (es), puis, en 2006 dans Cara de queso. 
En 2007 elle a tourné dans Tres minutos.
En 2010 elle a joué dans le film La mirada invisible et a participé à la pièce Agosto: Condado de Osage et l'année suivante dans Los Marziano.
En 2012, elle a joué Charo dans Condicionados, la fille de Soledad Silveyra et Oscar Martínez puis dans  Extraños en la noche.

## Vie privée
Le 8 décembre 2012 elle devient mère pour la première fois d'un garçon, Luis Ernesto Lamothe, qu'elle a avec son compagnon Esteban Lamothe.

## Filmographie

### Cinéma
- 2004 : La niña santa
- 2005 : Géminis (es)
- 2006 : Cara de queso
- 2007 :  Tres minutos
- 2008 : Un novio para mi mujer
- 2010 : La mirada invisible
- 2011 : Los Marziano
- 2012 : Extraños en la noche
- 2014 : Relatos salvajes
- 2015 : Mi amiga del parque
- 2015 : El 5 de Talleres
- 2023 : El Profesor (Puan) de María Alché et Benjamín Naishtat

### Télévision

#### Téléfilms
- 2004 : Culpable de este amor (un épisode), sur Telefe
- 2006 :  Bendita vida, sur Canal 9
- 2006 : Gladiadores de Pompeya, sur Canal 9
- 2008 : Amanda O , sur América TV
- 2009 : Enseñame a vivir, sur El Trece
- 2011 : Los únicos, sur El Trece
- 2013 : Farsantes , sur El Trece
- 2014 : Beau , sur El Trece

#### Séries télévisées
- 2004 : Sangre fría, sur Telefe
- 2004 : Conflictos en red, sur Telefe
- 2005 : Casados con hijos, sur Telefe
- 2005 - 2008 : Aquí no hay quien viva, sur Telefe
- 2012 : Condicionados, sur El Trece
- 2014 : Doce casas, Historia de mujeres devotas, sur TV Pública
- 2014 : En terapia, sur TV Pública
- 2015 : Los siete locos y los lanzallamas, sur TV Pública
- 2022 : Vers les étoiles : Stella

#### Émissions
- 1995-1996 : Magazine for fai, sur Cablín
- 2006-2008 : Mañana Vemos, sur TV Pública

## Théâtre
- Lucro cesante  (Ana Katz) Mise en scène : Ana Katz
- Versiones I: Madre de lobo entrerriano(Julio Molina)   Mise en scène: Ana Katz
- Un enemigo del pueblo  (Henrik Ibsen) Mise en scène: Sergio Renan
- Gente Favorita  (Laura de Weck) Mise en scène: Matías Umpierrez
- Agosto: Condado Osage (Tracy Letts) Mise en scène: Claudio Tolcachir
- Los únicos (adaptation de la série) Mise en scène: Marcos Carnevale

## Prix et récompenses
En 2005 elle est nommée pour le Condor d'argent du meilleur second rôle féminin pour le film La niña santa. Elle remporte le Prix Condor d'Argent de la meilleure actrice en 2010 pour son rôle dans La mirada invisible. 
Pour La mirada invisible, elle a été nommée pour le Prix Sud dans la catégorie Meilleure actrice, et a remporté celui de la Meilleure révélation.
Elle a également reportée plusieurs fois le prix Clarin : en 2004 dans la catégorie Révélation au cinéma pour le film La niña santa; en 2009 le prix Révélation au théâtre pour Agosto: Condado de Osage et, la même année, le prix Révélation à la télévision pour Enseñame a vivir.